# Damernas höga hopp i simhopp vid olympiska sommarspelen 1980
Damernas höga hopp i de olympiska simhoppstävlingarna vid de olympiska sommarspelen 1980 hölls den 25-26 juli i Olimpiysky Sports Complex.

## Medaljörer
| Event              | Guld                        | Silver                       | Brons                        |
| 10 meter höga hopp | Östtyskland Martina Jäschke | Sovjetunionen Silva Emirzian | Sovjetunionen Liana Tsotadze |

## Resultat
| Placering | Hoppare                  | Kval   | Kval      | Final            | Final            | Final            | Final            |
| Placering | Hoppare                  | Poäng  | Placering | Poäng            | Placering        | ½ kval,          | Totalt           |
| --------- | ------------------------ | ------ | --------- | ---------------- | ---------------- | ---------------- | ---------------- |
| 1         | Martina Jäschke (GDR)    | 359,88 | 4         | 416,310          | 1                | 179,940          | 596,250          |
| 2         | Sirvard Emirzjan (URS)   | 381,99 | 1         | 385,470          | 3                | 190,945          | 576,465          |
| 3         | Liana Tsotadze (URS)     | 360,87 | 2         | 395,490          | 2                | 180,435          | 575,925          |
| 4         | Ramona Wenzel (GDR)      | 358,86 | 5         | 362,640          | 5                | 179,430          | 542,070          |
| 5         | Jelena Matjushenko (URS) | 351,00 | 6         | 364,680          | 4                | 175,500          | 540,180          |
| 6         | Elsa Tenorio (MEX)       | 360,03 | 3         | 359,430          | 6                | 180,015          | 539,445          |
| 7         | Valerie McFarlane (AUS)  | 333,57 | 7         | 333,000          | 7                | 166,785          | 499,785          |
| 8         | Ildikó Kelemen (HUN)     | 323,85 | 8         | 314,610          | 8                | 161,925          | 476,535          |
| 9         | Kerstin Krause (GDR)     | 322,68 | 9         | Gick inte vidare | Gick inte vidare | Gick inte vidare | Gick inte vidare |
| 10        | Guadalupe Canseco (MEX)  | 316,89 | 10        | Gick inte vidare | Gick inte vidare | Gick inte vidare | Gick inte vidare |
| 11        | Susanne Wetteskog (SWE)  | 315,30 | 11        | Gick inte vidare | Gick inte vidare | Gick inte vidare | Gick inte vidare |
| 12        | Dana Chmelarová (TCH)    | 309,12 | 12        | Gick inte vidare | Gick inte vidare | Gick inte vidare | Gick inte vidare |
| 13        | Ewa Kucinska (POL)       | 308,88 | 13        | Gick inte vidare | Gick inte vidare | Gick inte vidare | Gick inte vidare |
| 14        | Marion Saunders (GBR)    | 290,82 | 14        | Gick inte vidare | Gick inte vidare | Gick inte vidare | Gick inte vidare |
| 15        | Lindsey Fraser (GBR)     | 277,08 | 15        | Gick inte vidare | Gick inte vidare | Gick inte vidare | Gick inte vidare |
| 16        | Antonette Wilken (ZIM)   | 274,35 | 16        | Gick inte vidare | Gick inte vidare | Gick inte vidare | Gick inte vidare |
| 17        | Jennifer Donnet (AUS)    | 264,00 | 17        | Gick inte vidare | Gick inte vidare | Gick inte vidare | Gick inte vidare |
| -         | Annie Liljeberg (SWE)    | DNS    | -         | Gick inte vidare | Gick inte vidare | Gick inte vidare | Gick inte vidare |